# La Femme de mon frère (film, 2005)
Pour les articles homonymes, voir La Femme de mon frère (film, 2019).
Pour plus de détails, voir Fiche technique et Distribution.
La Femme de mon frère (La Mujer de mi hermano) est un film argentin, mexicain, péruvien, américain réalisé par Ricardo de Montreuil en 2005. Il s'agit de l'adaptation du roman homonyme de l'écrivain péruvien Jaime Bayly.

## Synopsis
La monotonie gagne le couple de Zoe, jeune femme mariée depuis bientôt dix ans. Peu à peu, elle tombe sous le charme du frère de son mari.

## Fiche technique
- Titre original : La Mujer de mi hermano
- Titre français : La Femme de mon frère
- Réalisateur : Ricardo de Montreuil
- Scénariste : Jaime Bayly
- Producteur : Stan Jakubowicz
- Production : Shallow Entertainment, U.S.A.
- Directeur de la photographie : Andres Sanches
- Compositeur : Angelo Milli
- Chef décorateur : Wolfgang Burmann
- Distribution : Lions Gate Films Inc., U.S.A.00-1
- Pays d’origine :  Argentine,  Mexique,  Pérou,  États-Unis
- Langue originale : espagnol
- Format : couleur — 35 mm — 2,35:1 — son Dolby numérique
- Genre : Drame
- Durée : 89 minutes
- Dates de sortie :
  - Mexique : 8 octobre 2005 (Morelia Film Festival)
  - Mexique : 4 novembre 2005
  - Pérou : 12 janvier 2006
  - Argentine : 26 janvier 2006
  - États-Unis : 21 avril 2006

## Distribution
- Zoe : Barbara Mori
- Ignacio : Christian Meier
- Gonzalo : Manolo Cardona
- Laura : Gaby Espino
- Père Santiago : Beto Cuevas
- Boris : Bruno Bichir
- Cristina : Angélica Aragón
- Jorge : David Leche Ruiz